# Vorfeldaufsicht
Eine Vorfeldaufsicht (englisch Apron Supervisor) bezeichnet ein Organ im rechtlichen Sinne, welches über die Einhaltung der Verkehrsbestimmungen auf den Vorfeldern größerer Flugplätze, insbesondere Flughäfen, wacht.

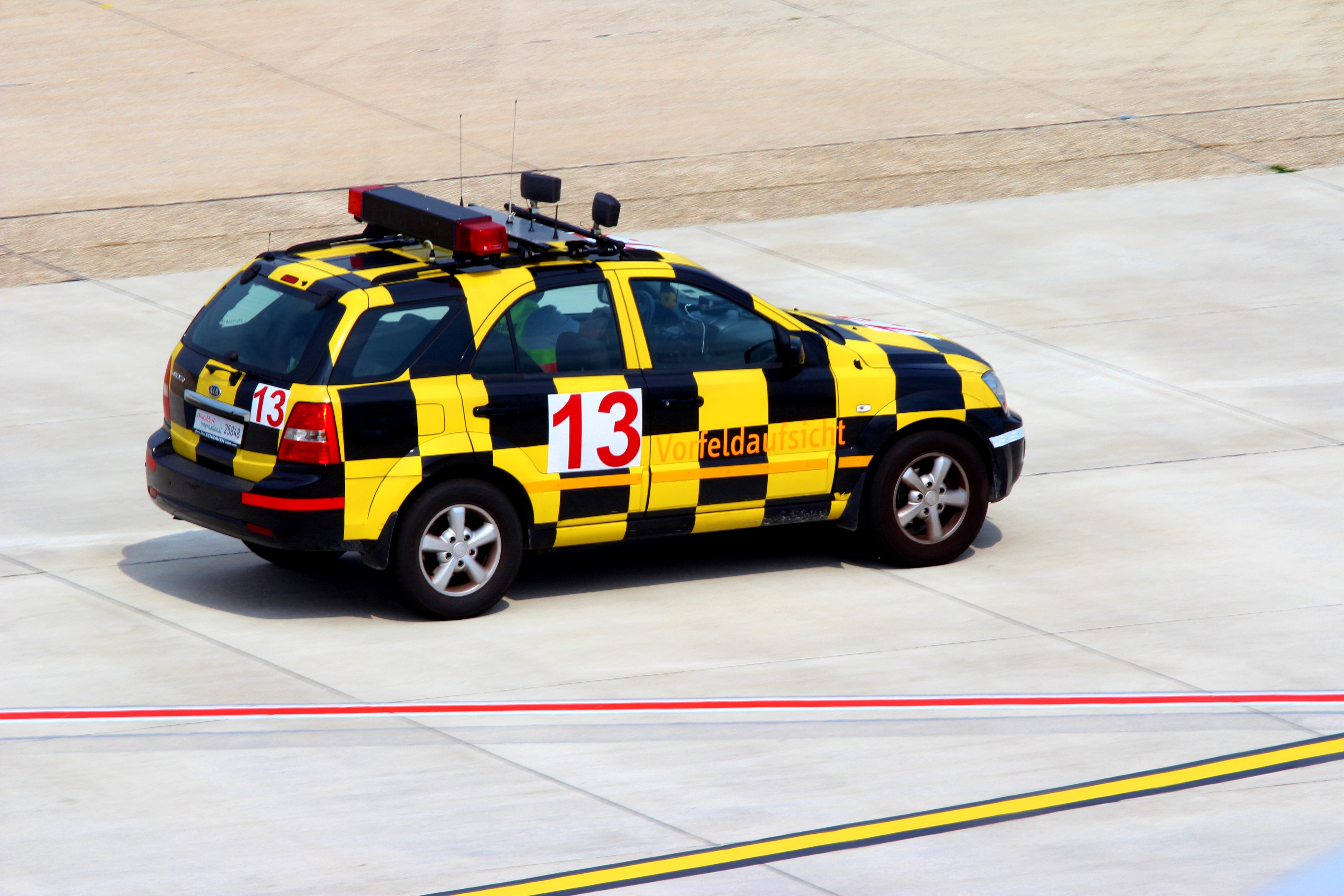
Einsatzfahrzeug der Vorfeldaufsicht

Sie hat dieselben Funktionen und Rechte wie die Polizei und ist Fahrzeugführern von allen Fahrzeugen außer Luftfahrzeugen gegenüber weisungsberechtigt. Sie arbeitet eng mit dem Flughafenbetreiber zusammen. 
Fahrzeuge der Vorfeldaufsicht verfügen über Gelb- und/oder Blaulicht bzw. Rotlicht und Sondersignal. Sie werden zur Absicherung von gesperrten Start- und Landebahnen und Rollbahnen innerhalb des Flughafengeländes und bei besonderen Vorkommnissen wie (Beinahe-)Flugunfällen hinzugezogen. Sie dürfen zusammen mit der Flughafenfeuerwehr auch auf die Start- und Landebahnen.
Ihre Einsatzfahrzeuge müssen mit dem Schild Vorfeldaufsicht gekennzeichnet werden. Die Angestellten tragen während der gesamten Aufenthaltsdauer auf dem Vorfeld Warnwesten mit entsprechender Aufschrift, die ihr Amt ausweisen.